# Gunderico (obispo de Sigüenza)
Gunderico (s. VII) fue un eclesiástico visigodo contemporáneo del rey Égica, arcediano de Toledo y obispo de Sigüenza, asistente a los concilios toledanos XV y XVI de los años 688 y 693 respectivamente.
Algunos autores sugieren que este prelado es el mismo Gunderico que hacia el año 700 tomó posesión del arzobispado de Toledo, aunque otros apuntan que esta opinión se basa sólo en la similitud de nombres.